# Drepanosticta walli
Drepanosticta walli är en trollsländeart som först beskrevs av Fraser 1931.  Drepanosticta walli ingår i släktet Drepanosticta och familjen Platystictidae. IUCN kategoriserar arten globalt som otillräckligt studerad. Inga underarter finns listade i Catalogue of Life.